# Apathy
Chad Bromley, znany jako Apathy (ur. 8 marca 1979) – amerykański raper i producent muzyczny. Założyciel podziemnej formacji Demigodz, oprócz tego członek założonego przez Vinnie Paza (Jedi Mind Tricks) kolektywu Army of the Pharaohs oraz miejscowej grupy Doe$Rakers. Współpracuje z DJ-em Chum the Skrilla Guerilla oraz kolaboruje z innym członkiem Demigodz i AOTP – Celph Titledem. Reprezentant wciąż rosnącej liczby białych MC's. Jego teksty są niezwykle różnorodne, znany jest ze swych zdolności freestyle'owych i dopracowanego flow.
Apathy wydał swój debiutancki album Eastern Philozophy w marcu 2006 roku w wytwórni Babygrande Records. Wiele z jego wcześniejszych tzw. nielegalnych nagrań zostało wypuszczonych w postaci mixtape'ów – He Mammoth, It’s the Bootleg, Muthafuckas! Vol. 1 i Where’s Your Album?!!. W 2007 roku wydał kompilację Baptism by Fire, a dwa lata później ukazał się jego drugi studyjny album Wanna Snuggle?. Płyta ukazała się nakładem wytwórni Demigodz. Rok 2010 dla Apathy'ego był wyjątkowy. Rozpoczął pracę nad kolejnym solowym albumem. W sierpniu 2011 r. ukazała się produkcja Honkey Kong. Płyta zebrała dobre recenzje.

## Dyskografia

### Albumy studyjne
- Eastern Philosophy (2006)
- Wanna Snuggle? (2009)
- Honkey Kong (2011)
- Connecticut Casual (2014)
- Handshakes With Snakes (2016)
- The Widow's Son (2018)

### Minialbumy
- Make Alotta Money (2010)
- Primate Mindstate (2011)

### Kompilacje
- It's the Bootleg, Muthafuckas! Vol. 1
- Hell's Lost & Found: It's the Bootleg, Muthafuckas! Volume 2

### Mixtape'y
- Where's Your Album?!! (2004)
- Baptism by Fire (2007)